# Peter Wilson (ur. 1947)
Peter Frederick Wilson (ur. 15 września 1947 w Felling) – australijski piłkarz pochodzenia angielskiego. Grał na pozycji obrońcy.

## Kariera klubowa
Peter Wilson rozpoczął karierę w St. Mary's Boys Club. W 1966 roku przeszedł do Middlesbrough F.C. W Middlesbrough nie zdołał wywalczyć miejsca w składzie i przeszedł do Gateshead A.F.C. W 1969 zdecydował się na wyjazd do Australii. W latach 1969–1971 występował w klubie South Coast United. Z South Coast zdobył Mistrzostwo stanu Nowa Południowa Walia w 1969 roku.
W 1972 przeszedł do Marconi Fairfield, z którym zdobył wicemistrzostwo stanu Nowa Południowa Walia. W latach 1973–1974 grał w Safeway United, w którym pełnił także rolę grającego trenera. W latach 1975–1978 był zawodnikiem Western Suburbs SC. Ostatnim klubem w jego karierze była APIA Leichhardt, w której grał do końca kariery. W 1982 roku pełnił rolę grającego trenera APIA.

## Kariera reprezentacyjna
Peter Wilson w 1970 zdecydował się na grę w reprezentacji Australii. Zadebiutował w reprezentacji 10 listopada 1970 w wygranym 1-0 meczu z Izraelem w Tel Awiwie. W 1973 Australia awansowała po raz pierwszy w historii do Mistrzostw Świata 1974. Na turnieju w RFN Wilson, który pełnił rolę kapitana wystąpił we wszystkich trzech meczach grupowych z NRD 0-2, RFN 0-3 i Chile 0-0. Ostatni raz w reprezentacji Peter Wilson wystąpił 13 czerwca 1979 w przegranym 0-1 meczu z Nową Zelandią w Auckland.
Ogółem w latach 1970–1979 wystąpił w 52 spotkaniach i strzelił 3 bramki.

## Kariera trenerska
Peter Wilson jako piłkarz miał dwa razy przygodę trenować kluby w których grał. W latach 1973–1974 trenował Safeway United, a w 1982 APIA Leichhardt. Nie odniósł jednak większych sukcesów.